# Colletes mixtus
Colletes mixtus är en biart som beskrevs av Oktawiusz Radoszkowski 1891.
Colletes mixtus ingår i släktet sidenbin, och familjen korttungebin. Inga underarter finns listade i Catalogue of Life.